# بنجن
بنجن هي مدينة تقع جنوب بولندا،بلغ عدد السكان في 2008 58،639.